# Aphelonema rubranota
Aphelonema rubranota är en insektsart som beskrevs av Caldwell 1945. Aphelonema rubranota ingår i släktet Aphelonema och familjen Caliscelidae. Inga underarter finns listade i Catalogue of Life.